# Kaminskij (sieło)
Kaminskij (ros. Каминский) – wieś (sieło) w Rosji, w obwodzie iwanowskim, w rejonie rodnikowskim. W 2010 liczyła 1485 mieszkańców.